# KF Ulpiana Lipljan
KF Ulpiana Lipljan (alb. Klubi Futbollistik Ulpiana Lipjan) – kosowski klub piłkarski z siedzibą w Lipljan, w środku kraju. Obecnie gra w Liga e Dytë.

## Historia
Klub założono w 1926 roku. Dzięki zniknięciu z mapy Kosowa klubu KF Getoari Prizren Ulpiana zdobyła utrzymanie w sezonie 2003/04. W sezonie 2007/08 zajęli 3.miejsce w pierwszej lidze i awansowali do Superligi. Jednak rok później nie udało się utrzymać w lidze zajmując 12. miejsce. W pierwszym sezonie po powrocie do Liga e Parë zespół zajął 10.miejsce. W sezonie 2014/15 drużyna zajęła ostatnie, 16. miejsce i spadła do drugiej ligi. Jednak szybko powrócił do pierwszej ligi zajmując 1. miejsce w grupie B. W następnym sezonie 2016/17 klub zajął 13. miejsce i po nieudanych barażach z KF Kika Hogosht spadł niżej. Po dwóch sezonach w Liga e Dytë drużyna zajęła 1. miejsce w grupie B i powróciła po raz kolejny do Liga e Parë. Największym rywalem z miasta jest KF Arbëria.

## Barwy klubowe, strój
| Niebieski | Biały |

Klub ma barwy niebiesko-białe. Zawodnicy domowe spotkania zazwyczaj grają w białych koszulkach, niebieskich spodenkach oraz niebieskich getrach.

## Kibice i rywalizacja z innymi klubami

### Rywalizacja
Największymi rywalami klubu są inne zespoły z okolic.

### Derby
- KF Arbëria Lipljan

- FC Prishtina

- KF Kosova Prisztina

- KF Flamurtari Prisztina

- KF 2 Korriku Prisztina

- KF Rilindja Prisztina